# 正法寺 (三木市)
正法寺（しょうぼうじ）は兵庫県三木市別所町にある高野山真言宗の仏教寺院。山号は鉾礼山（むれいざん）。本尊は十一面千手観音菩薩。

## 歴史
法道仙人により開基され、大化5年（649年）創建された。天禄年間（970〜972年）に円融天皇の勅願道場となった。最盛期には7院12坊まで拡大したがその後衰退した。奥蓮上人により3院7坊まで中興再建された。しかし、天正8年（1580年）、三木合戦の折、羽柴秀吉軍の兵火に逢い焼失した。
天正11年（1583年）快秀上人により3院3坊を再建され、続いて慶長16年（1611年）、長勢上人により大師堂・開山堂が、翌年には本坊（金剛院）が再建された。元和元年（1615年）、明石城主小笠原忠政より石高20石を寄進された。慶安元年（1648年）徳川家光より御朱印を下賜され、以後、歴代の将軍より御朱印を下賜された。
江戸時代末期まで金剛院、真如院、大乗院が残ったが、明治維新の廃仏毀釈により約20年間無住となり荒れ果てた状態となった。明治22年（1889年）石野大秀により復興され、金剛院を修復した。大正13年（1924年）金剛院境内に山門を建立し、昭和28年（1953年）大師堂を本堂横より現在地に移転した。しかし、昭和48年（1973年）台風と老朽化により本堂が倒壊し、以後再建されないままである。平成元年（1989年）開創1340年および近代復興100年記念事業として、境内に曼荼羅の丘が建設された。

## 前後の札所
- 播磨西国三十三箇所

22 掎鹿寺 － 23 正法寺 － 24 高薗寺

## 境内
- 金剛院
- 大師堂
- 山門
- 曼荼羅の丘

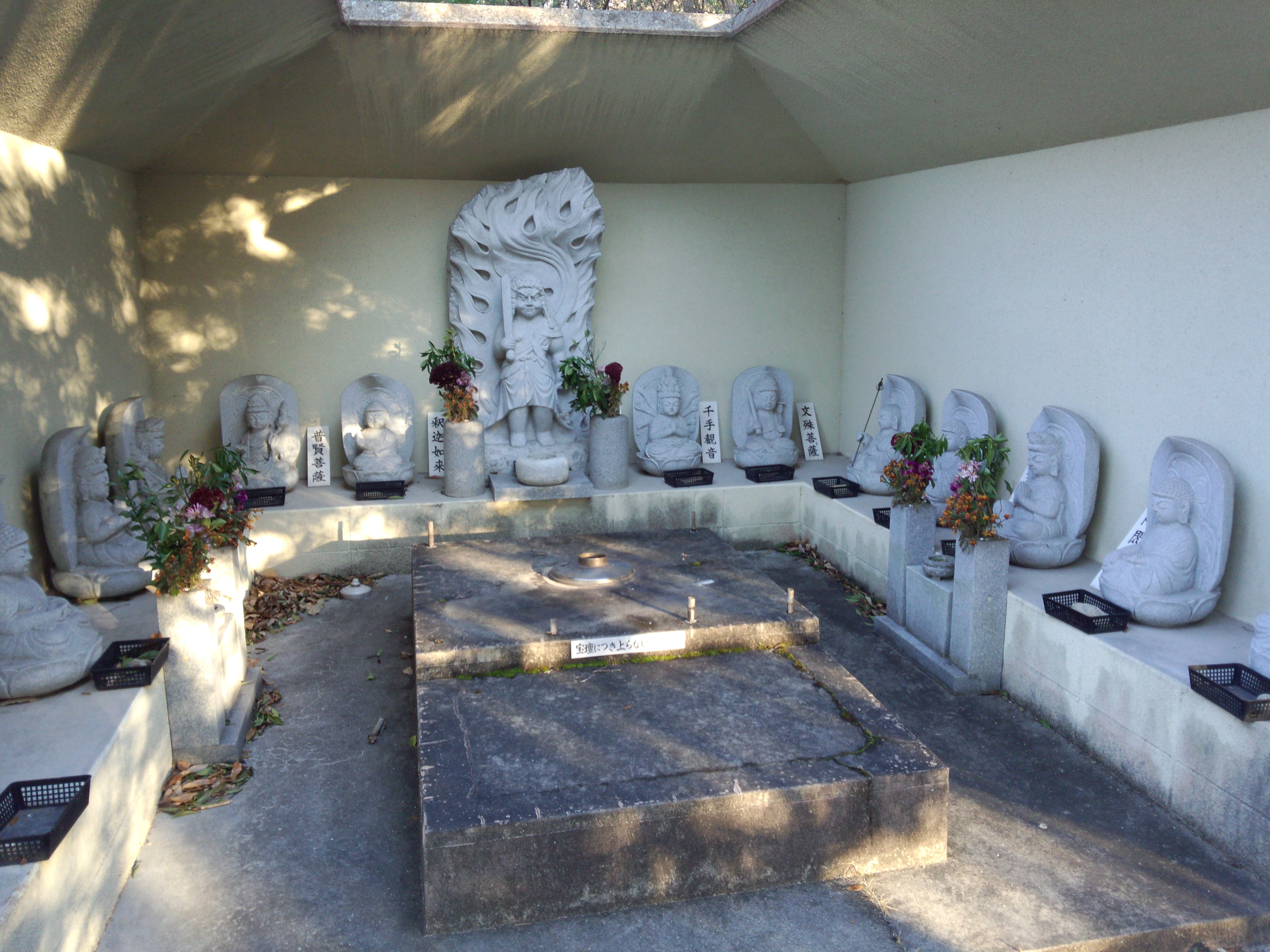
護摩祈願所
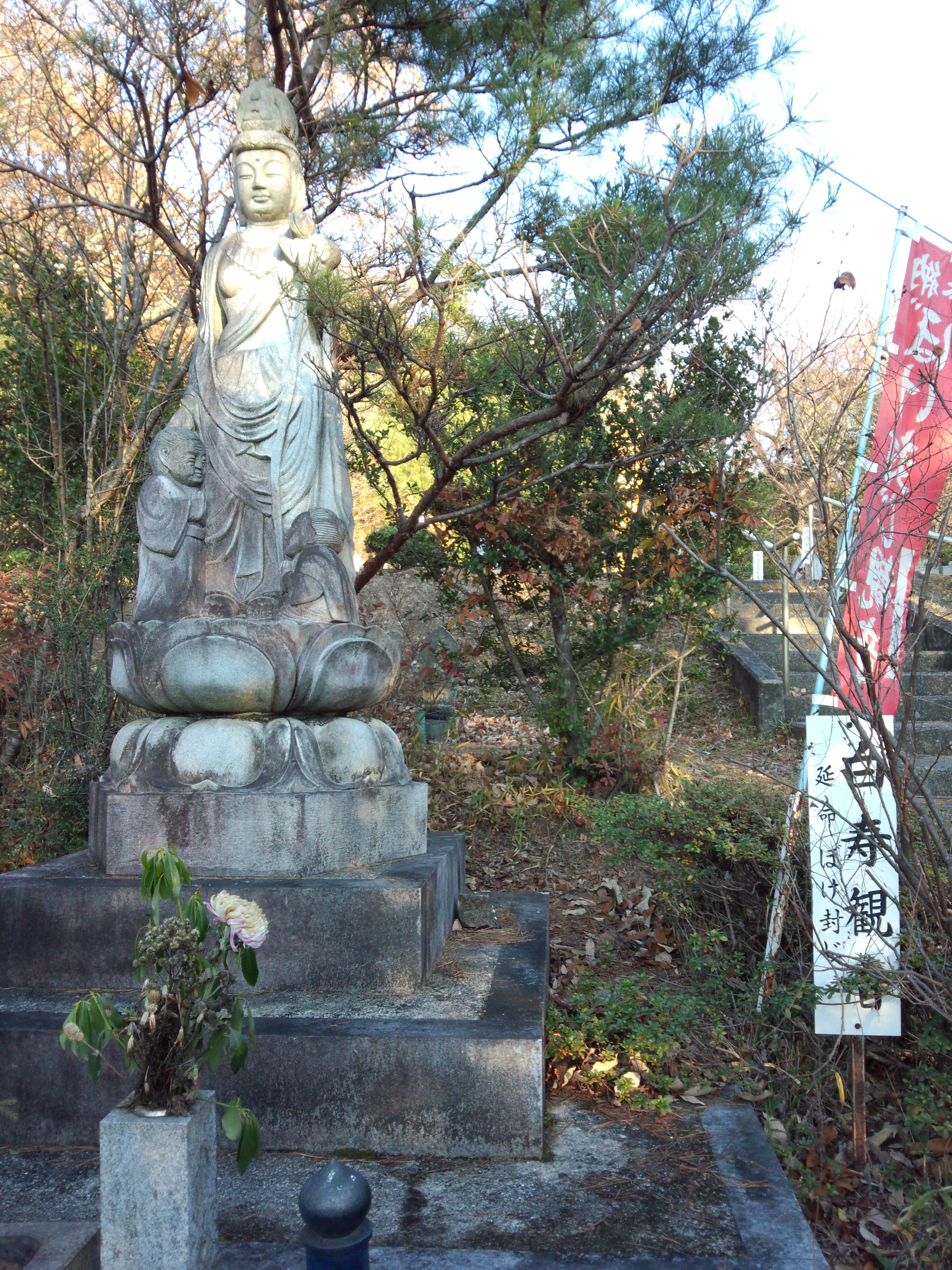
白寿観音（延命 ぼけ封じ）
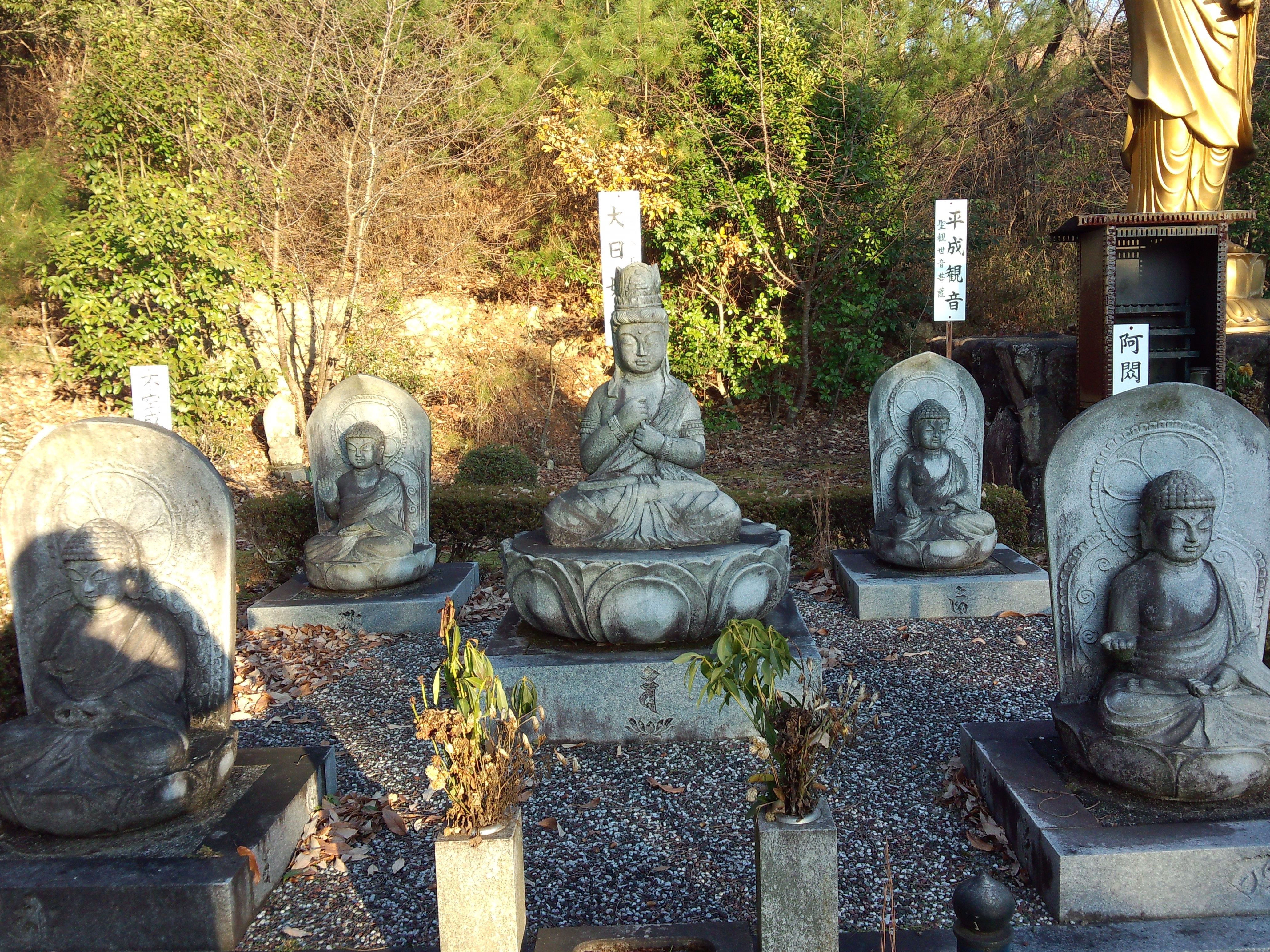
曼荼羅の丘（金剛界）
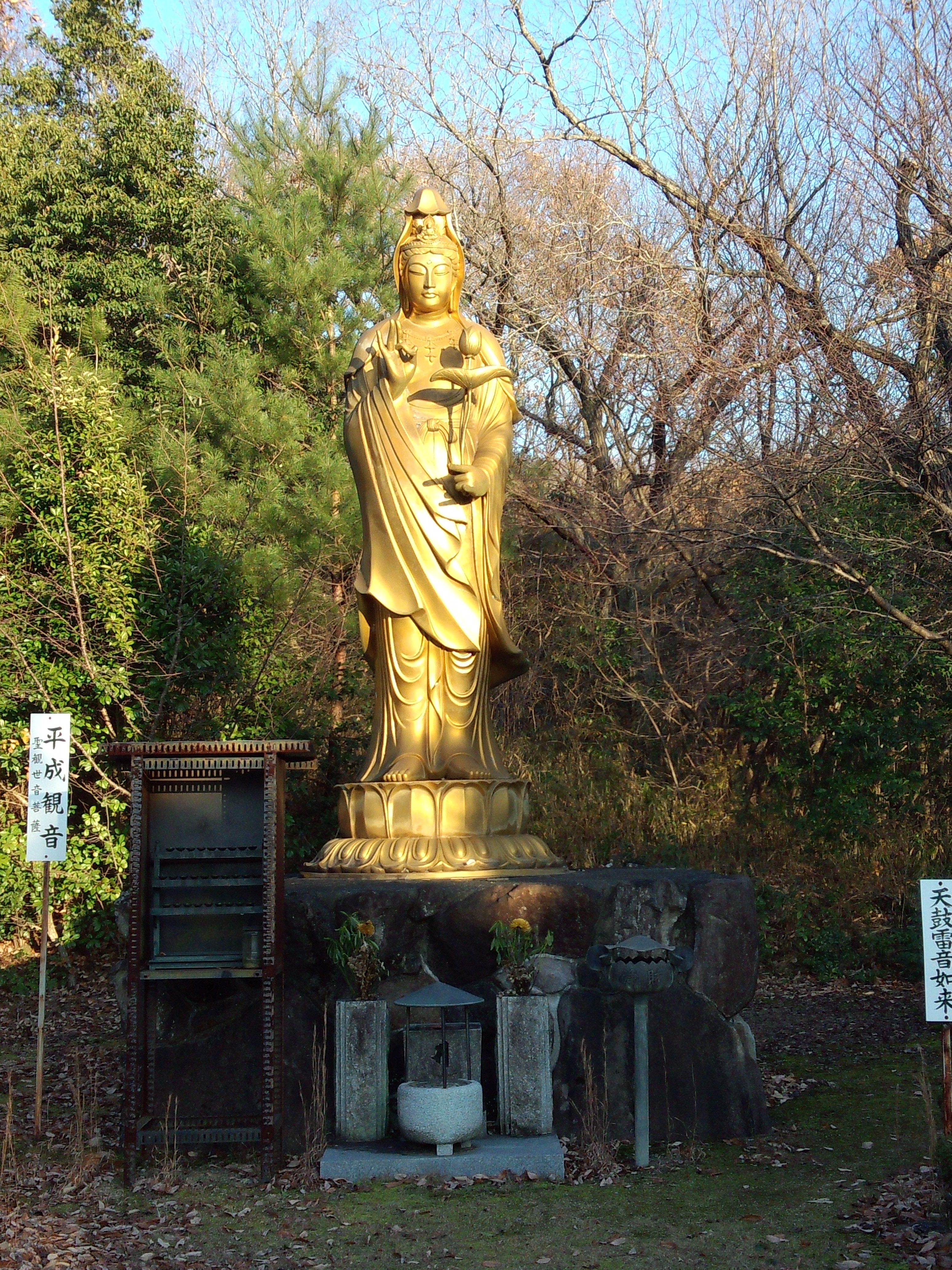
平成観音
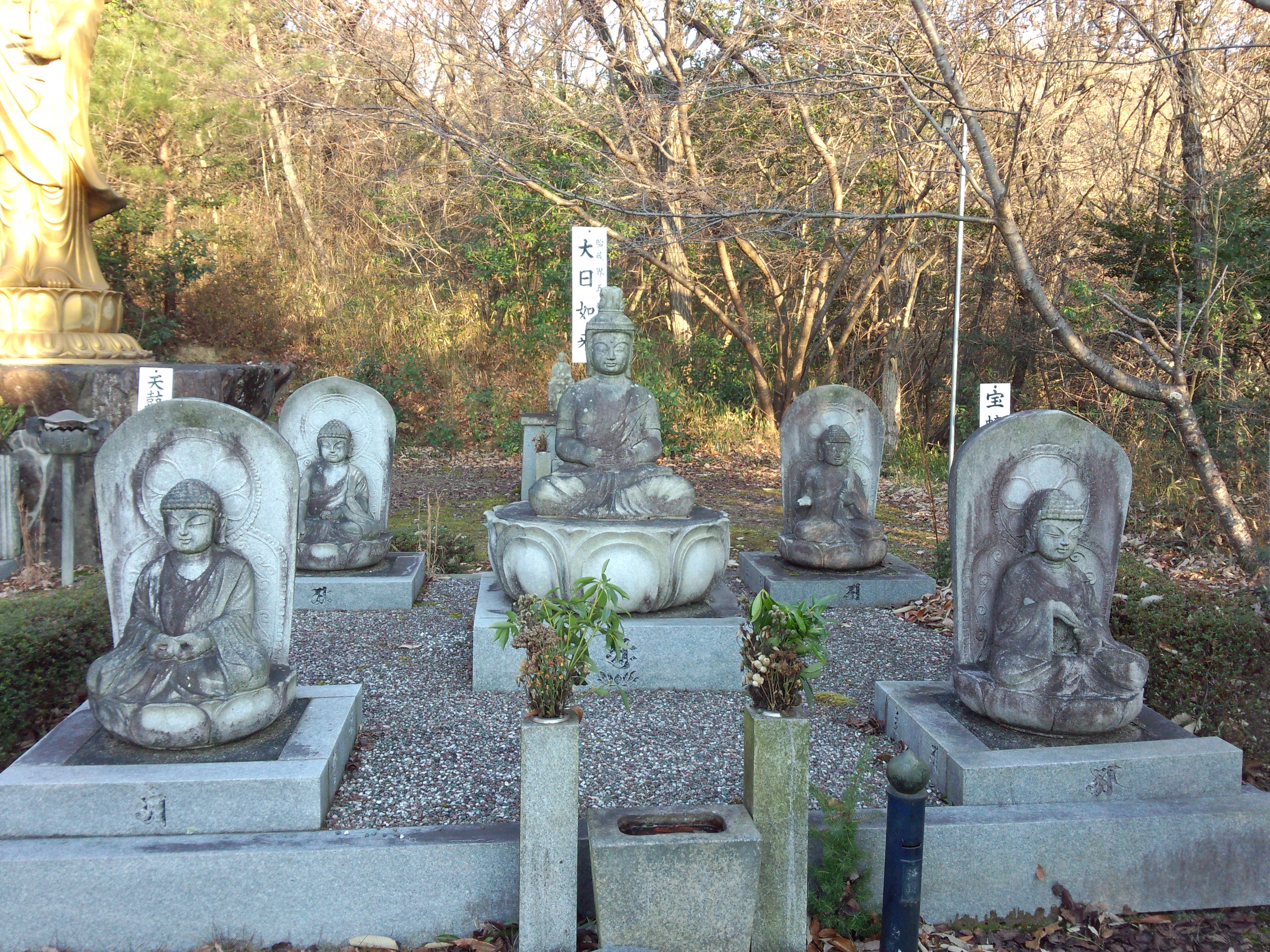
曼荼羅の丘（胎蔵界）

- 護摩祈願所
- 白寿観音
- 曼荼羅の丘（金剛界）
- 平成観音
- 曼荼羅の丘（胎蔵界）

## 所在地
〒673-0454 兵庫県三木市別所町正法寺157

## 交通アクセス
- 加古川線 厄神駅 徒歩60分。

## 周辺情報
- 三木中継局 - 当寺の所在地である正法寺山頂上にある。
- 美嚢川